# Django Lovett
Django Lovett (né le 6 juillet 1992 à Surrey) est un athlète canadien, spécialiste du saut en hauteur. 

## Biographie
Le 15 avril 2017, il porte son record personnel à 2,27 m, à Torrance. Il remporte la médaille de bronze des Jeux du Commonwealth de 2018, à Gold Coast, en portant son record personnel à 2,30 m. Le 11 août, il remporte ex æquo avec Donald Thomas la médaille de bronze des championnats NACAC de Toronto avec 2,28 m, derrière Jeron Robinson et Michael Mason, également auteurs de 2,28 m.
Le 20 avril 2019, il égale sa meilleure performance avec 2,30 m à Torrance.	Le 21 mai 2019, il franchit 2,29 m à Nankin.

## Palmarès
| Date | Compétition                  | Lieu       | Résultat | Marque |
| ---- | ---------------------------- | ---------- | -------- | ------ |
| 2009 | Championnats du monde cadets | Bressanone | 3e       | 2,17 m |
| 2018 | Jeux du Commonwealth         | Gold Coast | 3e       | 2,30 m |
| 2018 | Championnats NACAC           | Toronto    | 3e       | 2,28 m |
| 2021 | Jeux olympiques              | Tokyo      | 8e       | 2,30 m |
| 2022 | Championnats du monde        | Eugene     | 6e       | 2,27 m |
| 2022 | Championnats NACAC           | Freeport   | 1er      | 2,25 m |

## Records
| Épreuve         | Marque | Lieu     | Date         |
| --------------- | ------ | -------- | ------------ |
| Saut en hauteur | 2,33 m | Montréal | 27 juin 2021 |